# سیدنی پنی
سیدنی پنی (انگلیسی: Sydney Penny؛ زادهٔ ۷ اوت ۱۹۷۱) بازیگر اهل ایالات متحده آمریکا است. وی از سال ۱۹۷۹ میلادی تاکنون مشغول فعالیت بوده‌است. 
از فیلم‌ها یا برنامه‌های تلویزیونی که وی در آن نقش داشته است، می‌توان به سوارکار رنگ‌پریده و سانست بیچ اشاره کرد.